# Josep Amat Pagès
Josep Amat Pagès (Barcelona, 13 de abril de 1901– 17 de enero de 1991), conocido de joven con el sobrenombre de «Pin». Fue un pintor referente de la pintura catalana del siglo XX, dedicado principalmente al género de los paisajes. Encuadrado en el impresionismo o postimpresionismo, pero una vez fallecido, con la perspectiva de toda su trayectoria, está considerado más independiente y más cercano al fauvismo.
Tras su muerte, Amat ha continuado recibiendo reconocimientos, como ha sido la dedicación por parte del Ayuntamiento de Barcelona en 1997 de una plaza, justo al lado donde había sido su domicilio de la calle Julio Verne, o bien los diversos actos organizados tanto en Barcelona, como San Feliu de Guíxols y Gerona en 2001, con motivo del centenario de su nacimiento.

## Biografía
Nació en Barcelona en la calle Muntaner siendo el tercero de cuatro hermanos. Cursó los estudios primarios en los Escolapios de la calle Diputación y en 1917 comienza estudios de dibujo en el Ateneo Obrero, del que es director Nicanor Vázquez Ubach, en 1920 ingresó en la Escuela de la Llotja.
En 1924 conoció al pintor Joaquim Mir y a partir de entonces pasó algunas temporadas en la casa de Mir en Villanueva y la Geltrú. En 1933 visita por primera vez San Feliu de Guíxols, donde conoció a Isabel Girbau, con quien contrajo matrimonio el 17 de junio de 1936, siendo Joaquim Mir el padrino de bodas. El matrimonio se instaló en una casa del barrio de San Gervasio de Barcelona. En 1938 nació su hija Isabel, en 1940 su segundo hijo, José, y en 1941 su tercer hijo, Juan.
Después de la Guerra Civil, en 1940 comienza a exponer regularment a la Sala Parés de Barcelona donde expondrá regularmente su obra cada dos años hasta el 1988, en que realiza su última exposición. También ha realizado exposiciones en Madrid, Bilbao, París y Bruselas.
En 1962, se trasladó a vivir en 1962 a una casa del Putxet, ya que la casa de San Gervasio tuvo que ser derribada por la apertura de la Ronda del General Mitre. Su esposa Isabel sufrió una caída en Sant Feliu y quedó imposibilitada. En 1970 se jubiló de profesor de la Real Academia Catalana de Bellas Artes de San Jorge y en 1976 se trasladaron a otro piso del paseo de San Feliu de Guíxols.
En 1978 superó un ataque al corazón, aunque pudo seguir pintando, pero en 1985 una embolia que le afectó el brazo y la pierna izquierda, le redujo la movilidad y le dificultó el poder pintar.
En 1981 Ingressa a la Real Acadèmia Catalana de Belles Arts de Sant Jordi. El discurso de ingreso era sobre el tema «Història del paisatge»; Es presentado por Joan Anton Maragall.
En 1985 sufre una embólia que le afecta casi totalmente el brazo y la pierna izquierdos y ya no se recuperarà. Uns mesos más tarde retorna a su actividad pictórica a pesar de las dificultades de su estado, pintando hasta pocos meses antes de su muerte.
En 1990 falleció su esposa y él murió en Barcelona el año 1991, siendo enterrado en San Feliu de Guíxols.

## Homenajes
- En 1970 y 1980 se hacen exposiciones de homenaje en Sant Feliu de Guíxols y en 1980 el Ayuntamiento de Sant Feliu le dedica una calle.[5]
- La Generalidad de Cataluña le concede la Cruz de Sant Jordi en 1988.
- El 14 de junio de 1997, el Ayuntamiento de Barcelona le dedica unos jardines en San Gervasio.[7]
- El 16 de diciembre de 1992, el Museo Nacional de Arte de Cataluña en su exposición: Un any d'adquisicions donacions, expone las obras "El raval" y "Le Bateau-mouche" incorporadas a los fondos del museo.
- En 2001, con motivo del centenario de su nacimiento, el Ayuntamiento de Barcelona le dedica una exposición homenaje en el Espai Pruna; el Ayuntamiento de Sant Feliu de Guíxols una exposición homenaje en el Monasterio, y la Fundación Amat en la Casa Amatller de Barcelona.
- En 2004, el MNAC expone su obra Vista de París, de 1935, que forma parte de la Colección Carmen Thyssen-Bornemisza de arte catalán.[8]
- En 2016, con motivo de los 25 años de su muerte, la Fundació Amat organizó como homenaje: el 13 de febrero, día del 25 aniversario de su muerte, una exposición-homenaje en la Sala Parés de Barcelona, donde expuso a lo largo de casi 50 años. El 13 de abril, aniversario de seu nacimiento, acto de homenaje en el Institut d’Estudis Catalans (IEC). En Sant Feliu de Guíxols, población donde desarrolló una gran parte de su obra, las exposiciones Josep Amat. Las luces del Paseo, de enero al diciembre y a lo largo de más de 50 años, del 16 de julio al 5 de agosto, y posteriormente Josep Amat íntimo, del 6 de agosto al 10 de septiembre. Finalmente, del 3 de noviembre al 1 de diciembre la exposición: París visto por el pintor catalán Amat, en el Centre d’Études Catalanes de Paris.

## Premios y distinciones
1930 - Es premiado en el concurso «Muntanya de Montserrat».
1931 - Es premiado en la exposición: «Barcelona vista pels seus artistes».
1933, 1934, 1935 i 1936 - Es premiado en el: «Saló de Primavera de Barcelona».
1933 - Es premiado  en la Exposición de desnudos organitzada por el Cercle Artístic de Sant Lluc (Barcelona).
1934 - Obtiene una medalla de la "Exposició Nacional de Barcelona”
1940 - Obtiene la 3ª medalla en la Exposición Nacional de Bellas Artes de Madrid.
1941 - Obtiene la 3ª medalla a l'Exposición Nacional de Belles Artes de Barcelona.
1942 - Obtiene un diploma a la l'Exposición Nacional de Bellas Artes de Barcelona.
1944 - Obtiene el premio « Diputació de Barcelona» en la Exposición Nacional de Bellas Artes de Barcelona.
1951 - Obtiene el primer premio de dibujo en la Primera Bienal Hispanoamericana de Arte de Madrid.
1953 - Premio «José Ramón Ciervo» en la Segunda Bienal Hispanoamericana de Arte de L'Havana (Cuba).
1955 - Obtiene el Gran Premio «Sant Jordi» de la Diputación de Barcelona.
1963 - Premio «Ynglada Guillot» de dibujo.
1981 - Le conceden la Medalla de Oro del Fondo Internacional de Pintura de Barcelona.
1987 – La Generalidad de Cataluña le concede la cruz de Sant Jordi